# 桜井町 (富田林市)
桜井町(さくらいちょう)は、大阪府富田林市の町名である。一丁目・二丁目がある。郵便番号 584-0013。地図 - Google マップ。
近世以降に喜志村を構成する一邑であった櫻井の区域を元とする。

## 地名の由来

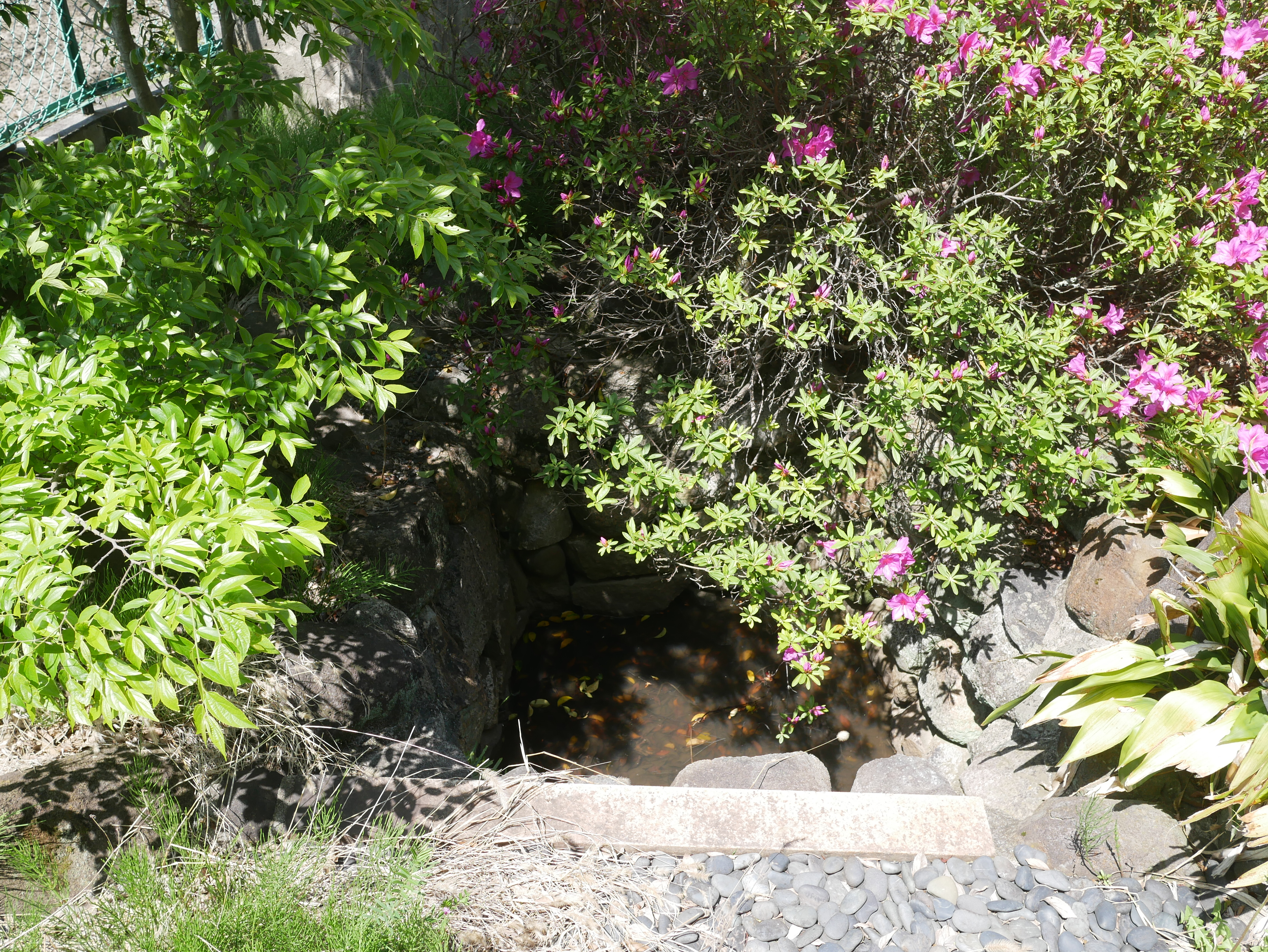
櫻井の井戸。国道旧170号西側の商店の裏にある。

『富田林市誌』は、桜井町の西側、東高野街道沿いにある櫻井という井戸を地名の由来とする。
この井戸は、『大阪府誌』は弘法大師（空海）の祈願によるものとし、『和漢三才図会』は聖徳太子の遺跡とする。『郷土史の研究』は、古老の言として、聖徳太子が馬上にて鞭を振って地面を掘ったところ清水が湧き、太子が馬に「ちやくらへ(茶食らえ)」と言ったとし、ちやくらへ井が転じて櫻井になったという伝承を載せている。
水は極めて清く、茶を飲むにも美味であり、遠方から水を汲みに訪れる人もいたという。
『富田林市史 第一巻』が刊行された1985年当時、全く忘れさられ、水田脇の野井戸のような状態であった。現在は整備され、脇に説明板が立っている。

## 歴史
町内を中心に後述する桜井遺跡が存在する。遺跡の時代としては縄文時代以降となっているが、報告されている遺構は古代と中世の集落跡である。同じく石川の河岸段丘上に位置する喜志遺跡や中野遺跡では弥生時代中期集落跡を主とし、幅広い時代の遺構が確認されているため、それらの中間に位置する桜井町一帯でも古くから人類活動が行われていたと考えられる。
日本書紀安閑天皇元年10月15日条にある桜井屯倉は、『日本歴史地名大系』では河内郡桜井郷(現東大阪市)に比定するのが通説とするが、『富田林市史』ではこの富田林市桜井町をあてる説も有力とする。
富田林説は、新堂廃寺の背景氏族を想定した藤澤一夫によるものである。藤澤は新堂廃寺の1キロメートル北東に位置する桜井町に着目し、文献から桜井臣と桜井田部連が新堂廃寺の背景氏族となる可能性を述べた。岸俊男も富田林説に賛同し、茅渟山屯倉との地理的な関係から傍証を加えた。
発掘調査により奈良時代の遺物と飛鳥時代の集落跡が確認されている。調査担当者は、桜井遺跡と新堂廃寺に深い関係があるとする一方で、集落跡と屯倉をすぐに結びつけることはできないという立場をとっている。
中世の喜志村一帯は岐子庄に比定されている。近世の喜志村は惣村であり、櫻井は惣村を構成する一邑であった。戦後に至るまでの櫻井の集落は明尊寺を中心に旧家が集まっている一角である。喜志村を構成した諸村を古くから喜志七郷と呼び、大深(喜志町)、木戸山、川面、平、宮、櫻井に加え、櫻井と中野の間にあった南畑(みなみばたけ)も現在の桜井町内にあたる。

## 寺院
浄土真宗本願寺派歸命山明尊寺は親鸞が叡福寺を訪れた際に一泊し、了智という坊号を授けられたという。文永10年に建立され、文明4年より明尊寺と称する。かつては河内十二坊のひとつであったとされる。2014年（平成26年）に元禄年間以来となる大改修が行われた。

## 地車
美具久留御魂神社の氏子村であり、秋祭りに地車の曳行、宮入を行う。櫻井の地車は明治時代の製作とされる。2006年（平成18年）に大修理が行われ、一部を除いて新調された。小太鼓には寛保9年の墨書がある。

## 桜井遺跡
町内を中心として、縄文時代から中世にかけての複合遺跡である桜井遺跡が存在する。1980年に桜井町と中野町の間を通る主要地方道狭山河南線が新設された際に、中世の遺構が発見されたことにより、周知の埋蔵文化財包蔵地として周知された。
遺跡のやや南東よりで実施された1984年度の大阪府教育委員会による調査では、中世の遺構と包含層が検出されており、中世の包含層の中からは奈良時代に属する大量の土師器と須恵器が出土している。南東部で実施された2002年度の富田林市教育委員会の調査では、中世前期から後期にかけて遺構が検出されており、中でも幅1.5メートルの溝は屋敷地の区画溝であったと推定されている。
遺跡の北西端で行われた1997年度の市教委による調査では、7世紀前半から8世紀半ばにかけての遺構が地山面上で検出されており、上層には中世の包含層が認められる。
府教委の報告では、新堂廃寺の天平時代の軒丸瓦と同范品が出土していることから、新堂廃寺と桜井の関連が推測されている。また、市教委の報告でも、飛鳥時代に桜井に集落が形成されていたことが確実として、新堂廃寺に絡めた考察を行っている。

## 脚註・出典
1. ↑  桜井遺跡の調査 - 富田林市ウェブサイト - 富田林市役所